# Gap (skateboarden)
Een gap is in het skateboarden een te overbruggen tussenruimte. De uitdrukking wordt ook bij het snowboarden en inline skaten gebruikt. 
Een dergelijke 'gap' kan worden gevormd door traptreden, een waterpartij, een stuk gras, een talud of een lege tussenruimte waar men overheen moet springen. 
Om een gap te passeren kan het nodig zijn te springen, maar het kan ook gaan om een plek die de skateboarder met een slide of grind moet passeren. Er bestaan echter nog vele andere mogelijkheden, want het hangt altijd van de skateboarder af wat hij als gap wil gebruiken en slechts zijn eigen behendigheid stelt daaraan grenzen. 